# 大分市立横瀬西小学校
大分市立横瀬西小学校（おおいたしりつ よこせにししょうがっこう）は、大分県大分市大字横瀬にある公立小学校。

## 概要
大分市立横瀬小学校の児童数が1700人以上に達し、校舎に児童が入りきらないため、校庭にプレハブ校舎を建てることで対応してきたが、1988年（昭和63年）、現在の緑が丘住宅団地の一角に校舎を建設し分離し独立した。主に緑ヶ丘団地、鬼崎・上横瀬(かみよこせ）からの児童が通学している。
学校名の候補として「西横瀬小」、「横瀬西小」、「西稙田小」などがあがったが、アンケートを取り横瀬西小に決まった。

## 沿革
- 1988年（昭和63年） - 大分市立横瀬小学校から分離・独立して大分市立横瀬西小学校として開校。
- 1997年（平成9年） - 開校10周年。

## 通学区域
鬼崎、横瀬の一部、緑が丘一丁目～五丁目
- 全通学区域が大分市立稙田西中学校の通学区域に含まれる。

## 最寄駅
最寄駅は無し。大分バスで緑ヶ丘入口下車。